# Пуу-Оо
Пуу-Оо (гав. Puʻu ʻŌʻō, англ. Puu Oo) — вулканический шлаковый конус и вулканический кратер с озером лавы в Восточной части вулкана Килауэа на Острове Гавайи. Непрерывно извергается и дымит с 3 января 1983 года. Частично обвалился в 2011 и 2018 году. Из-за активности Пуу-Оо важное прибрежное шоссе было закрыто с 1987 года, так как оно было погребено под лавой толщиной до 35 метров.

## Название
Холм из шлака первоначально назывался вулканологами «Пуу О».
Позже, гавайские старейшины прибрежной деревни Калапана предложили назвать новый холм Pu’u' Ō'ō, что означает холм сделанный палкой-копалкой.
Название также часто переводится как «Холм Оо», где «Оо» — гавайское название вымершей птицы Благородный мохо.

## История извержений

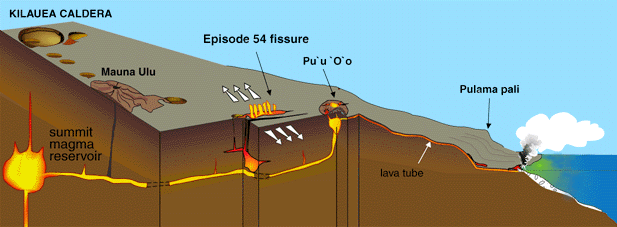
Строение вулкана Килауэа, виден боковой кратер Пуу-Оо

Интенсивное извержение Пуу Оо началось в июне 1983 года. За следующих три года 44 эпизода извержений, с фонтанами лавы, шлака и пепла высотой до 460 метров, образовали вулканический конус высотой 255 метров.
В июле 1986 года активное извержение сместилось на 3 километра, в результате чего был образован новый конус — Купайанаха. На месте Пуу-Оо образовалось озеро лавы, потоки лавы продолжили стекать в океан по лавовым трубам.
В ноябре 1986 года лавовые потоки прошли у города Капаау. Несколько недель спустя, лавовый поток сместился на восток и за один день накрыл 14 домов в городе Калапана.
В 1990 году, извержение вступило в свою самую разрушительную стадию, когда потоки лавы повернули на восток и полностью разрушили деревни Калапана и Кайму, включая залив и исторический пляж чёрного песка «Калапана блэк сенд бич». Более 100 домов были разрушены за девять месяцев.
В 1997 году произошло трещинное извержение кратера Напау (Nāpau), на небольшом расстоянии к юго-западу от Пуу Оо. Вечером 29 января 1997 года после землетрясений западная стена конуса Пуу-Оо разрушилась и он начал распадаться.
К январю 2005 года, 2.7 км³. магмы охватил площадь более 117 км². и добавило суши на юго-восточном побережье острова Гавайи. Пока извержение уничтожило 189 зданий и 14 километров автомобильных дорог, а также церковь, магазин, пляжный центр, и множество древних Гавайских руин.
В конце июле и ноябре 2008 года были отмечены дополнительные обильные потоки лавы из Пуу-Оо.
5 марта 2011 года, половина шлакового холма Пуу-Оо обвалилась из-за падения уровня лавового озера, началось образование кальдеры.
2 марта 2012 года был эвакуирован последний житель из поселения Ройал Гарденс (Royal Gardens Subdivision), полностью покрытого лавой
27 июня 2014 года новые выходы лавы были открыты на северо-восточном крае конуса Пуу-Оо. За три месяца поток лавы продвинулся на 8,2 км в восточном направлении и остановился на окраинах города Пахоа.
30 апреля 2018 года стены Пуу-Оо вновь обвалились от землетрясения. В мае из образовавшихся ниже Пуу-Оо трещин вышла лава, которая медленно двинулась по южному склону в сторону океана. Жителям в районе нижнего Пуна было предложено эвакуироваться.

## Галерея

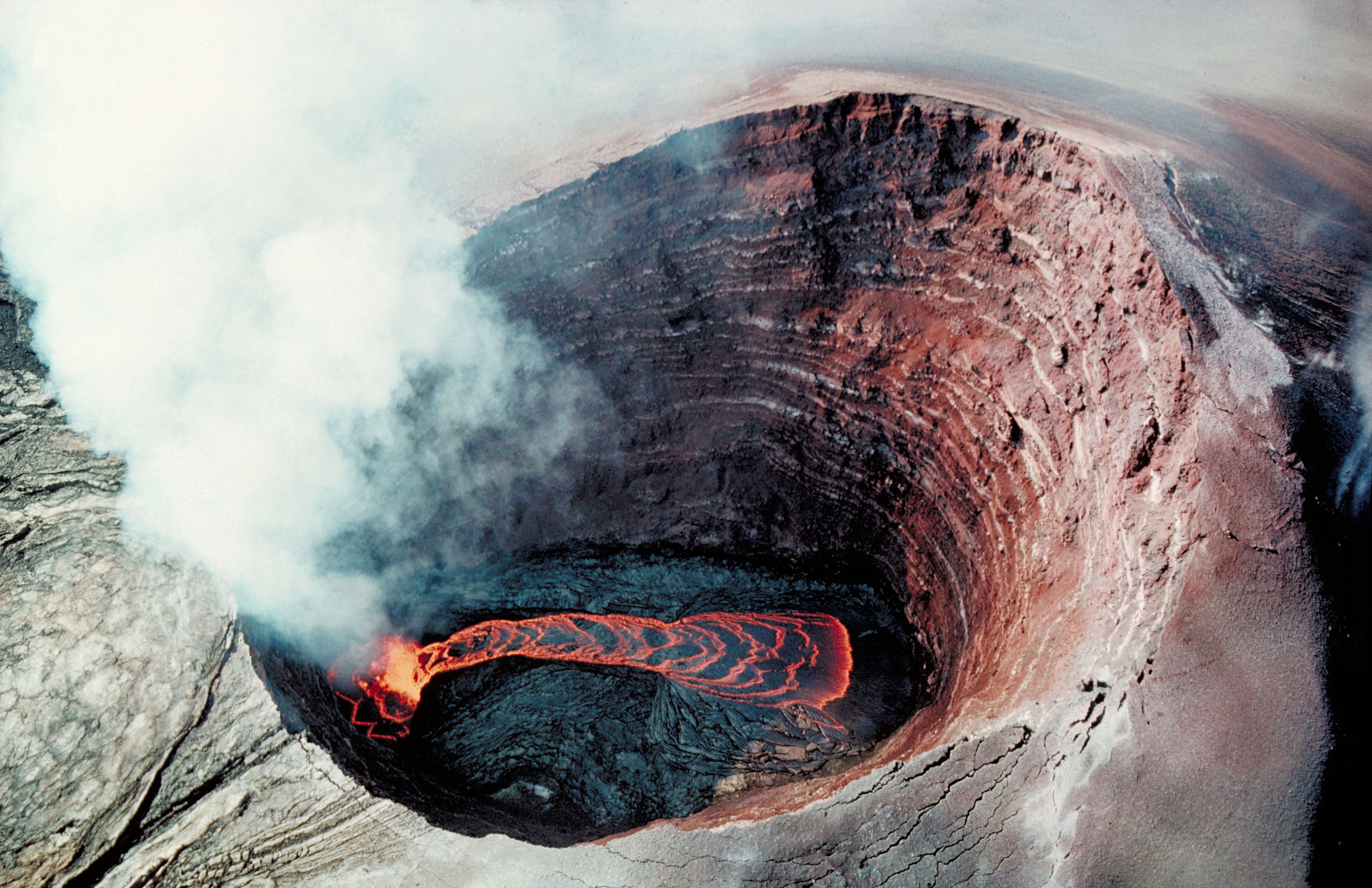
Лавовое озеро в центре Пуу-Оо 30 августа 1990
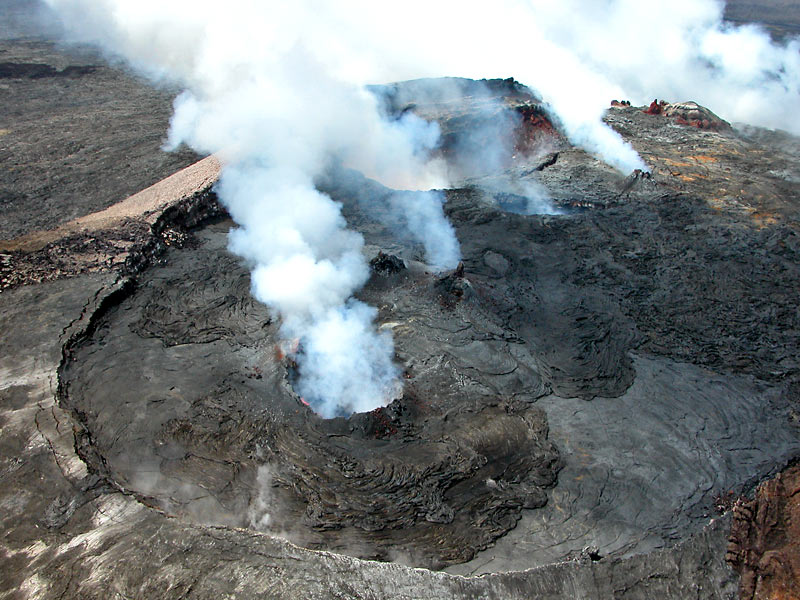
Дымящийся кратер, апрель 2006
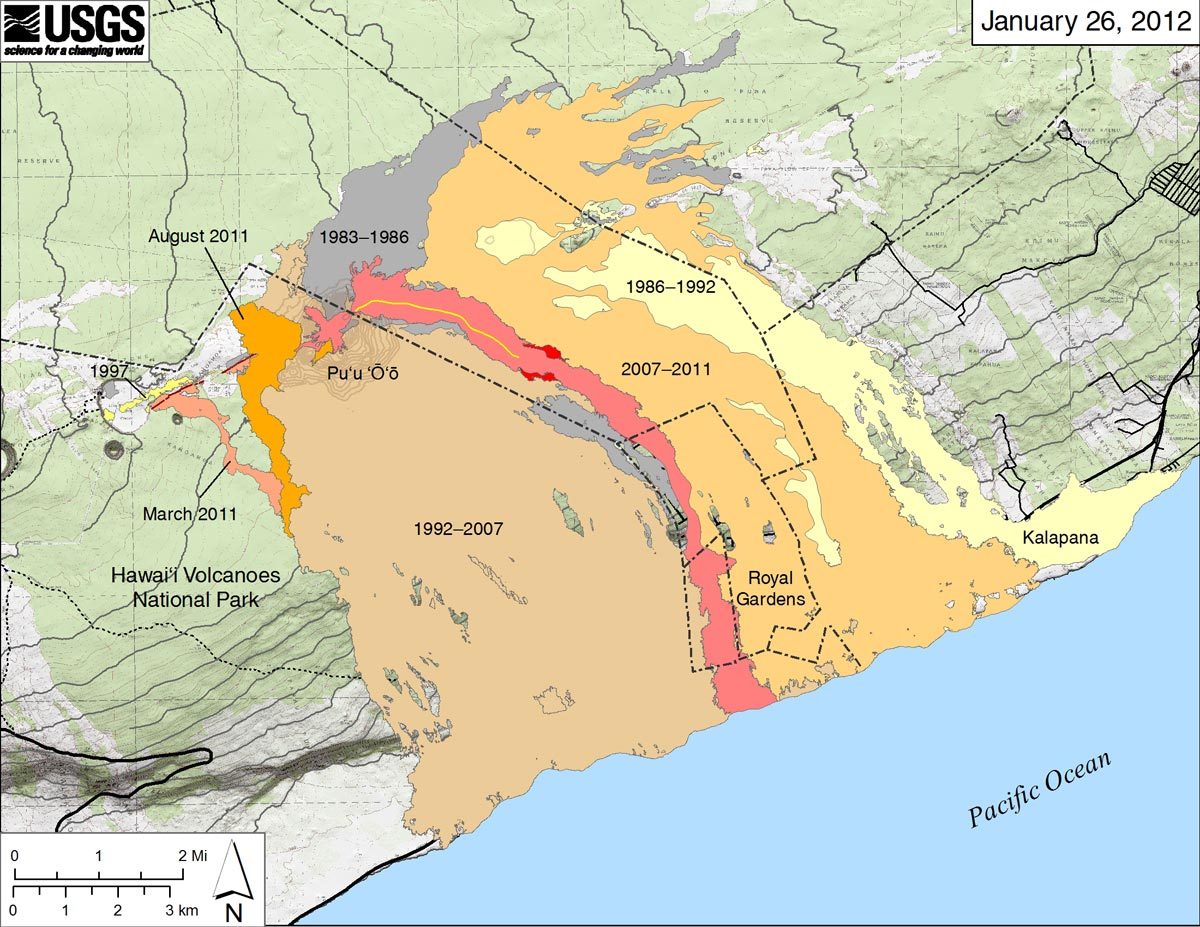
Потоки лавы из Пуу-Оо, 1983—2012 гг.
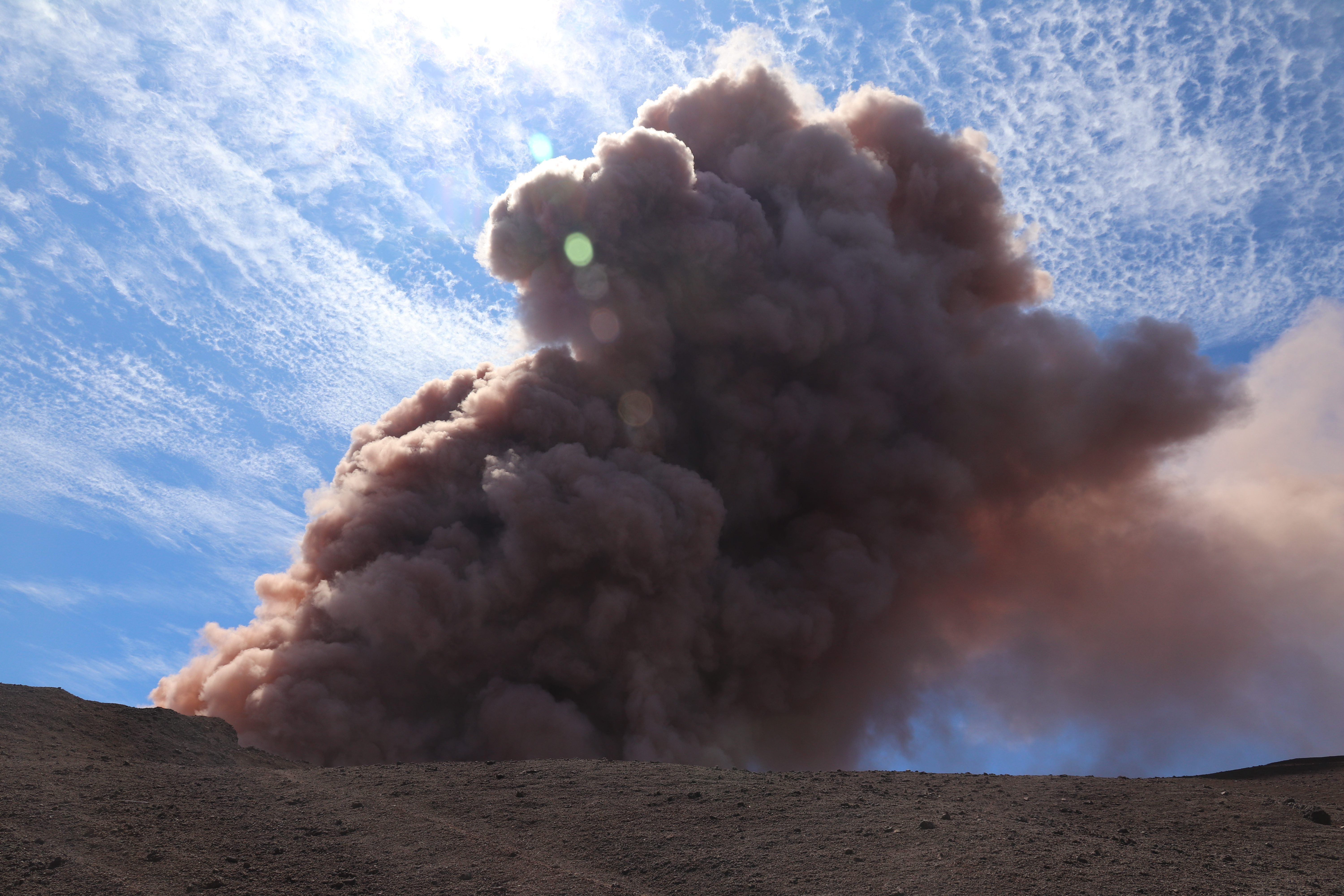
Взлёт пепла от обвала краёв кратера, 3 мая 2018